# Ollé

Ollé este o comună în departamentul Eure-et-Loir, Franța. În 1 ianuarie 2022 avea o populație de 626 de locuitori.